# Associazione Calcio Brescia 1974-1975
Questa voce raccoglie le informazioni riguardanti l'Associazione Calcio Brescia nelle competizioni ufficiali della stagione 1974-1975.

## Stagione
Arriva a Brescia dal Latina un ragazzo magro come uno spillo, di nome Alessandro Altobelli: "Spillo" inizia qui una carriera che lo porterà a vincere la Coppa del Mondo nel 1982.
A difendere la porta delle rondinelle c'è Leonorio Borghese, in difesa arriva Giovanni Colzato dalla SPAL, in attacco giunge dal Brindisi il centravanti Pietro Michesi. Sulla panchina bresciana siede Umberto Pinardi.
In campionato si parte bene; nel girone di andata si raccolgono 23 punti che fanno ben sperare, ma nel girone di ritorno si perde il passo, e alla fine il Brescia si deve accontentare del nono posto. In Coppa Italia il Brescia, inserito nel gruppo 6 vinto dal Milan, ottiene solo due pareggi.
Miglior marcatore stagionale ancora una volta Ezio Bertuzzo con 12 reti, uno in Coppa e 11 in campionato. Gioca alcune partite un altro ragazzo che farà molto bene nelle stagioni successive, Evaristo Beccalossi.

## Rosa

Il promettente neoacquisto Alessandro Altobelli

| N. |                   | Ruolo | Calciatore          |
| -- | ----------------- | ----- | ------------------- |
|    | Italia (bandiera) | P     | Leonorio Borghese   |
|    | Italia (bandiera) | P     | Fiorenzo Murzilli   |
|    | Italia (bandiera) | D     | Alberto Aceti       |
|    | Italia (bandiera) | D     | Claudio Berlanda    |
|    | Italia (bandiera) | D     | Giovanni Botti      |
|    | Italia (bandiera) | D     | Fulvio Bussalino    |
|    | Italia (bandiera) | D     | Luigi Cagni         |
|    | Italia (bandiera) | D     | Domenico Casati     |
|    | Italia (bandiera) | D     | Giovanni Colzato    |
|    | Italia (bandiera) | D     | Sergio Facchi       |
|    | Italia (bandiera) | C     | Evaristo Beccalossi |

| N. |                   | Ruolo | Calciatore           |
| -- | ----------------- | ----- | -------------------- |
|    | Italia (bandiera) | C     | Roberto Biasotti     |
|    | Italia (bandiera) | C     | Giorgio Fanti        |
|    | Italia (bandiera) | C     | Roberto Franzon      |
|    | Italia (bandiera) | C     | Salvatore Jacolino   |
|    | Italia (bandiera) | C     | Pietro Sabatini      |
|    | Italia (bandiera) | A     | Alessandro Altobelli |
|    | Italia (bandiera) | A     | Ezio Bertuzzo        |
|    | Italia (bandiera) | A     | Alberto Gamba        |
|    | Italia (bandiera) | A     | Pietro Michesi       |
|    | Italia (bandiera) | A     | Egidio Salvi         |

## Risultati

### Serie B

#### Girone di andata
| Arbitro: | Vannucchi (Bologna) |

|  |           |              |
|  | Marcatori | 20’ Bertuzzo |

| Brescia 6 ottobre 1974 2ª giornata | Brescia                   | 0 – 0 | Avellino | Stadio Mario Rigamonti\| Arbitro: \| Turiano (Reggio Calabria) \| |
| Arbitro:                           | Turiano (Reggio Calabria) |       |          |                                                                   |

| Arbitro: | Panzino (Catanzaro) |

|             |           |  |
| Morelli 49’ | Marcatori |  |

| Arbitro: | Schena (Foggia) |

|             |           |  |
| Jacolino 3’ | Marcatori |  |

| Arbitro: | Zanchetta (Treviso) |

|  |           |               |
|  | Marcatori | 62’ Altobelli |

| Arbitro: | Lenardon (Siena) |

|              |           |                |
| Bertuzzo 55’ | Marcatori | 83’ Barlassina |

| Arbitro: | Ciulli (Roma) |

|  |           |            |
|  | Marcatori | 7’ Vannini |

| Reggio Emilia 17 novembre 1974 8ª giornata | Reggiana         | 0 – 0 | Brescia | Stadio Mirabello\| Arbitro: \| Ciacci (Firenze) \| |
| Arbitro:                                   | Ciacci (Firenze) |       |         |                                                    |

| Arbitro: | Gialluisi (Barletta) |

|              |           |  |
| Bertuzzo 34’ | Marcatori |  |

| Arbitro: | Foschi (Forlì) |

|  |           |                          |
|  | Marcatori | 36’ Jacolino 52’ Michesi |

| Arbitro: | Celli (Trieste) |

|                         |           |            |
| Bertuzzo 4’ Michesi 21’ | Marcatori | 13’ Nobili |

| Arbitro: | Turiano (Reggio Calabria) |

|                        |           |  |
| Fanti 56’ Jacolino 67’ | Marcatori |  |

| Bergamo 22 dicembre 1974 13ª giornata | Atalanta           | 0 – 0 | Brescia | Stadio Comunale\| Arbitro: \| Reggiani (Bologna) \| |
| Arbitro:                              | Reggiani (Bologna) |       |         |                                                     |

| Arbitro: | Milan (Treviso) |

|              |           |                  |
| Bertuzzo 39’ | Marcatori | 19’ (aut.) Salvi |

| Como 12 gennaio 1975 15ª giornata | Como             | 0 – 0 | Brescia | Stadio Giuseppe Sinigaglia\| Arbitro: \| Benedetti (Roma) \| |
| Arbitro:                          | Benedetti (Roma) |       |         |                                                              |

| Arbitro: | Schena (Foggia) |

|  |           |                             |
|  | Marcatori | 2’ Turella 31’ (aut.) Botti |

| Arbitro: | Trinchieri (Reggio Emilia) |

|              |           |              |
| Bresciani 6’ | Marcatori | 79’ Sabatini |

| Arbitro: | Trono (Torino) |

|             |           |  |
| Michesi 19’ | Marcatori |  |

| Arbitro: | Lops (Torino) |

|                        |           |  |
| Corbellini 5’ Sega 39’ | Marcatori |  |

#### Girone di ritorno
| Brescia 16 febbraio 1975 20ª giornata | Brescia           | 0 – 0 | Brindisi | Stadio Mario Rigamonti\| Arbitro: \| Barboni (Firenze) \| |
| Arbitro:                              | Barboni (Firenze) |       |          |                                                           |

| Arbitro: | Moretto (San Donà di Piave) |

|                         |           |  |
| Albanese 15’ Ronchi 57’ | Marcatori |  |

| Arbitro: | Andreoli (Padova) |

|  |           |               |
|  | Marcatori | 12’ Jacomuzzi |

| Arbitro: | Trinchieri (Reggio Emilia) |

|                             |           |  |
| Castronaro 62’ Chimenti 88’ | Marcatori |  |

| Brescia 16 marzo 1975 24ª giornata | Brescia              | 0 – 0 | Catanzaro | Stadio Mario Rigamonti\| Arbitro: \| Barbaresco (Cormons) \| |
| Arbitro:                           | Barbaresco (Cormons) |       |           |                                                              |

| Arbitro: | Benedetti (Roma) |

|                  |           |  |
| Cagni 11’ (aut.) | Marcatori |  |

| Arbitro: | Prati (Parma) |

|                       |           |  |
| Pellizzaro 81’ (rig.) | Marcatori |  |

| Arbitro: | Picasso (Chiavari) |

|                  |           |  |
| Bertuzzo 7’, 30’ | Marcatori |  |

| Arbitro: | Menicucci (Firenze) |

|                             |           |                          |
| Turini 33’ Maddè 60’ (rig.) | Marcatori | 54’, 72’ (rig.) Bertuzzo |

| Arbitro: | Bergamo (Livorno) |

|              |           |             |
| Bertuzzo 48’ | Marcatori | 65’ Manueli |

| Arbitro: | Trinchieri (Reggio Emilia) |

|              |           |            |
| Ballarin 13’ | Marcatori | 60’ Casati |

| Arbitro: | Mattei (Macerata) |

|                                        |           |  |
| Manfrin 12’ Pelliccia 43’ Fasolato 52’ | Marcatori |  |

| Arbitro: | Lo Bello (Siracusa) |

|             |           |  |
| Michesi 60’ | Marcatori |  |

| Arbitro: | Barbaresco (Cormons) |

|                        |           |               |
| Casone 31’ Mujesan 79’ | Marcatori | 80’ Altobelli |

| Brescia 25 maggio 1975 34ª giornata | Brescia         | 0 – 0 | Como | Stadio Mario Rigamonti\| Arbitro: \| Lattanzi (Roma) \| |
| Arbitro:                            | Lattanzi (Roma) |       |      |                                                         |

| Arbitro: | Menicucci (Firenze) |

|                   |           |              |
| Luigi Delneri 57’ | Marcatori | 83’ Bertuzzo |

| Brescia 8 giugno 1975 36ª giornata | Brescia       | 0 – 0 | Foggia | Stadio Mario Rigamonti\| Arbitro: \| Longhi (Roma) \| |
| Arbitro:                           | Longhi (Roma) |       |        |                                                       |

| Genova 15 giugno 1975 37ª giornata | Genoa              | 0 – 0 | Brescia | Stadio Luigi Ferraris\| Arbitro: \| Selicorni (Milano) \| |
| Arbitro:                           | Selicorni (Milano) |       |         |                                                           |

| Arbitro: | Falasca (Chieti) |

|              |           |           |
| Sabatini 17’ | Marcatori | 33’ Bonci |

### Coppa Italia

#### Primo turno
| Arbitro: | Terpin (Trieste) |

|              |           |                                      |
| Bertuzzo 43’ | Marcatori | 70’ Daolio 78’ Barone 83’ Corbellini |

| Milano 1º settembre 1974 2ª giornata | Milan                | 0 – 0 | Brescia | Stadio San Siro\| Arbitro: \| Gialluisi (Barletta) \| |
| Arbitro:                             | Gialluisi (Barletta) |       |         |                                                       |

| Brescia 8 settembre 1974 3ª giornata | Brescia         | 0 – 0 | Cesena | Stadio Mario Rigamonti\| Arbitro: \| Milan (Treviso) \| |
| Arbitro:                             | Milan (Treviso) |       |        |                                                         |

| Arbitro: | Esposito (Torre Annunziata) |

|                        |           |  |
| Amenta 79’ Marchei 90’ | Marcatori |  |

## Statistiche

### Statistiche di squadra
| Competizione | Punti | In casa | In casa | In casa | In casa | In casa | In casa | In trasferta | In trasferta | In trasferta | In trasferta | In trasferta | In trasferta | Totale | Totale | Totale | Totale | Totale | Totale | DR |
| Competizione | Punti | G       | V       | N       | P       | Gf      | Gs      | G            | V            | N            | P            | Gf           | Gs           | G      | V      | N      | P      | Gf     | Gs     | DR |
| ------------ | ----- | ------- | ------- | ------- | ------- | ------- | ------- | ------------ | ------------ | ------------ | ------------ | ------------ | ------------ | ------ | ------ | ------ | ------ | ------ | ------ | -- |
| Serie B      | 37    | 19      | 7       | 9       | 3       | 14      | 9       | 19           | 3            | 8            | 8            | 10           | 19           | 38     | 10     | 17     | 11     | 24     | 28     | -4 |
| Coppa Italia | 2     | 2       | 0       | 1       | 1       | 1       | 3       | 2            | 0            | 1            | 1            | 0            | 2            | 4      | 0      | 2      | 2      | 1      | 5      | -4 |
| Totale       |       | 21      | 7       | 10      | 4       | 15      | 12      | 21           | 3            | 9            | 9            | 10           | 21           | 42     | 10     | 19     | 13     | 25     | 33     | -8 |

### Statistiche dei giocatori
| Giocatore     | Serie B  | Serie B | Serie B     | Serie B    | Coppa Italia | Coppa Italia | Coppa Italia | Coppa Italia | Totale   | Totale | Totale      | Totale     |
| Giocatore     | Presenze | Reti    | Ammonizioni | Espulsioni | Presenze     | Reti         | Ammonizioni  | Espulsioni   | Presenze | Reti   | Ammonizioni | Espulsioni |
| ------------- | -------- | ------- | ----------- | ---------- | ------------ | ------------ | ------------ | ------------ | -------- | ------ | ----------- | ---------- |
| A. Aceti      | 1        | 0       | ?           | ?          | -            | -            | -            | -            | 1        | 0      | 0+          | 0+         |
| A. Altobelli  | 16       | 2       | ?           | ?          | 1            | 0            | ?            | ?            | 17       | 2      | ?           | ?          |
| E. Beccalossi | 5        | 0       | ?           | ?          | -            | -            | -            | -            | 5        | 0      | 0+          | 0+         |
| C. Berlanda   | 5        | 0       | ?           | ?          | -            | -            | -            | -            | 5        | 0      | 0+          | 0+         |
| E. Bertuzzo   | 33       | 12      | ?           | ?          | 4            | 1            | ?            | ?            | 37       | 13     | ?           | ?          |
| R. Biasotti   | 4        | 0       | ?           | ?          | -            | -            | -            | -            | 4        | 0      | 0+          | 0+         |
| L. Borghese   | 29       | -17     | ?           | ?          | 4            | -5           | ?            | ?            | 33       | -22    | ?           | ?          |
| G. Botti      | 36       | 0       | ?           | ?          | 4            | 0            | ?            | ?            | 40       | 0      | ?           | ?          |
| L. Cagni      | 36       | 0       | ?           | ?          | 4            | 0            | ?            | ?            | 40       | 0      | ?           | ?          |
| D. Casati     | 36       | 1       | ?           | ?          | 4            | 0            | ?            | ?            | 40       | 1      | ?           | ?          |
| G. Colzato    | 28       | 0       | ?           | ?          | 4            | 0            | ?            | ?            | 32       | 0      | ?           | ?          |
| S. Facchi     | 12       | 0       | ?           | ?          | 1            | 0            | ?            | ?            | 13       | 0      | ?           | ?          |
| G. Fanti      | 36       | 1       | ?           | ?          | 4            | 0            | ?            | ?            | 40       | 1      | ?           | ?          |
| R. Franzon    | 27       | 0       | ?           | ?          | 4            | 0            | ?            | ?            | 31       | 0      | ?           | ?          |
| A. Gamba      | 2        | 0       | ?           | ?          | 2            | 0            | ?            | ?            | 4        | 0      | ?           | ?          |
| S. Iacolino   | 37       | 3       | ?           | ?          | 3            | 0            | ?            | ?            | 40       | 3      | ?           | ?          |
| P. Michesi    | 29       | 3       | ?           | ?          | 4            | 0            | ?            | ?            | 33       | 3      | ?           | ?          |
| F. Murzilli   | 10       | -11     | ?           | ?          | -            | -            | -            | -            | 10       | -11    | 0+          | 0+         |
| P. Sabatini   | 24       | 2       | ?           | ?          | 2            | 0            | ?            | ?            | 26       | 2      | ?           | ?          |
| E. Salvi      | 25       | 0       | ?           | ?          | 4            | 0            | ?            | ?            | 29       | 0      | ?           | ?          |